# Eubranchipus ornatus
Eubranchipus ornatus är en kräftdjursart som beskrevs av Edward Morell Holmes 1910. Eubranchipus ornatus ingår i släktet Eubranchipus och familjen Chirocephalidae. Inga underarter finns listade i Catalogue of Life.